# Karl Heinz Borgwardt

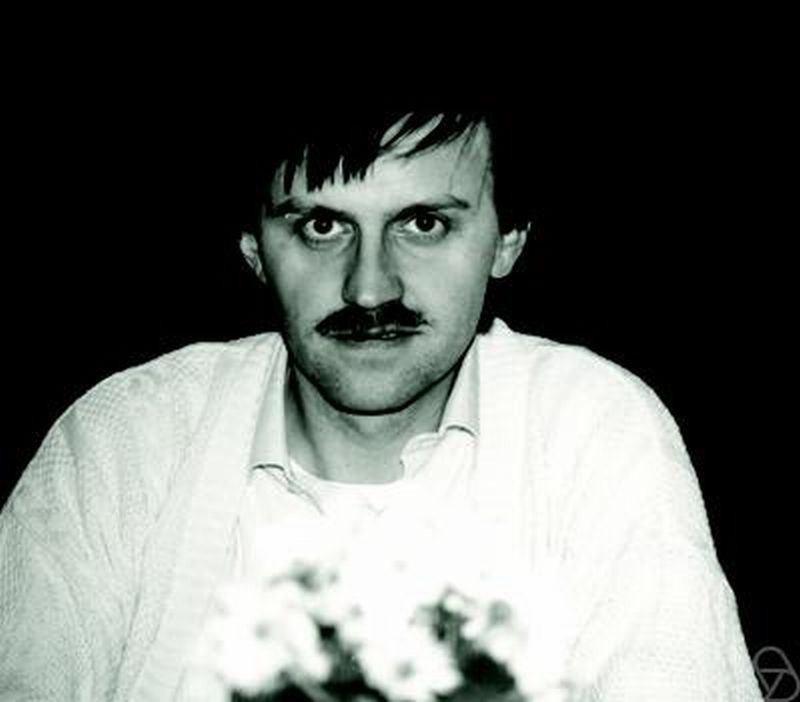
Karl-Heinz Borgwardt, Oberwolfach

Karl Heinz Borgwardt (* 1949) ist ein deutscher Mathematiker, der sich mit Optimierung und Operations Research befasst.
Borgwardt wurde 1977 an der Universität Kaiserslautern bei Helmut Brakhage promoviert (Untersuchungen zur Asymptotik der mittleren Schrittzahl von Simplexverfahren in der linearen Optimierung). Er ist Professor an der Universität Augsburg.
1982 erhielt er den Frederick-W.-Lanchester-Preis. Borgwardt analysierte das Simplex-Verfahren mit Methoden der stochastischen Geometrie und konnte damit erklären, warum die Simplex-Methode in der Praxis so effizient ist trotz schlechtem theoretischen Worst Case Verhalten (Beweis der  mittleren Polynomialität und scharfer asymptotischer Grenzwerte für die Anzahl der zu erwartenden Pivot-Schritte).

## Schriften
- The Simplex Method, a probabilistic analysis, Springer 1987
- Optimierung, Operations Research, Spieltheorie. Mathematische Grundlagen, Birkhäuser 2001
- mit Matthias Tinkl, Thomas Wörle: Aufgabensammlung und Klausurentrainer zur Optimierung, Vieweg, Teubner 2009
- Wie schnell arbeitet das Simplexverfahren normalerweise: oder: Der Kampf um (stochastische Unabhängigkeit), DMV Mitteilungen 2014, Heft 2, S. 80–92
- The Average Number of Pivot Steps Required by the Simplex-Method is Polynomial, Zeitschrift für Operations Research, Band 7, 1982, Nr. 3, S. 157–177
- Some Distribution-Independent Results About the Asymptotic Order of the Average Number of Pivot Steps of the Simplex Method, Mathematics of Operations Research, Band 7, 1982, Nr. 3, S. 441–462
- Probabilistic Analysis of Optimization-Algorithms - Some Aspects From a Practical Point of View, Acta Applicandae Mathematicae, Band 10, 1987, S. 171–210
- A Sharp Upper Bound for the Expected Number of Shadow-Vertices in the Rotation-Symmetry-Model (Quadratic in the smaller and sublinear in the larger dimension of the LP), 1999 Mathematics of Operations Research, Vol. 24, No. 3, S. 544–603 und (als Zweitdruck) Mathematics of Operations Research, Vol. 24, No. 4, S. 925–984.
- Probabilistic analysis of the Simplex method, in: Jeffrey Lagarias, M. Todd (Hrsg.), Mathematical Developments Arising from Linear Programming, Band 114, 1990, S. 21–34
- Probabilistic Analysis Of Simplex Algorithms, in C. A. Floudas, P. M. Pardalos: Encyclopedia of Optimization, Band 4, 2001,  S. 368–379